# Xyris pectinata
Xyris pectinata är en gräsväxtart som beskrevs av Kral, L.B.Sm. och Maria das Graças Lapa Wanderley. Xyris pectinata ingår i släktet Xyris och familjen Xyridaceae. Inga underarter finns listade i Catalogue of Life.